# Guayaramerín
Guayaramerín este un oraș din Bolivia.